# Haavard Vedurhalsson
Haavard Vedurhalsson también Haavard den handramme (apodado Mano dura n. 388) fue un caudillo vikingo de Hålogaland. Haavard aparece mencionado por primera vez en citas de Thormodus Torfæus y su genealogía sobre Håkon Sigurdsson, jarl de Lade, que remonta su estirpe hasta el mismo Odín. Thormodus vivió en el siglo XVII y no se puede considerar una fuente fiable, aunque indudablemente tuvo acceso a fuentes primarias sobre la historia de los vikingos, hoy desaparecidas. 

## Reino de Lejre
En Flateyjarbók aparece la genealogía de Skjöld como hijo de Odín, y un Havard den handramme [Herleifsson], rey de Lejre se menciona como uno de sus descendientes de cuarta generación.